# Kilkenny Chess Congress

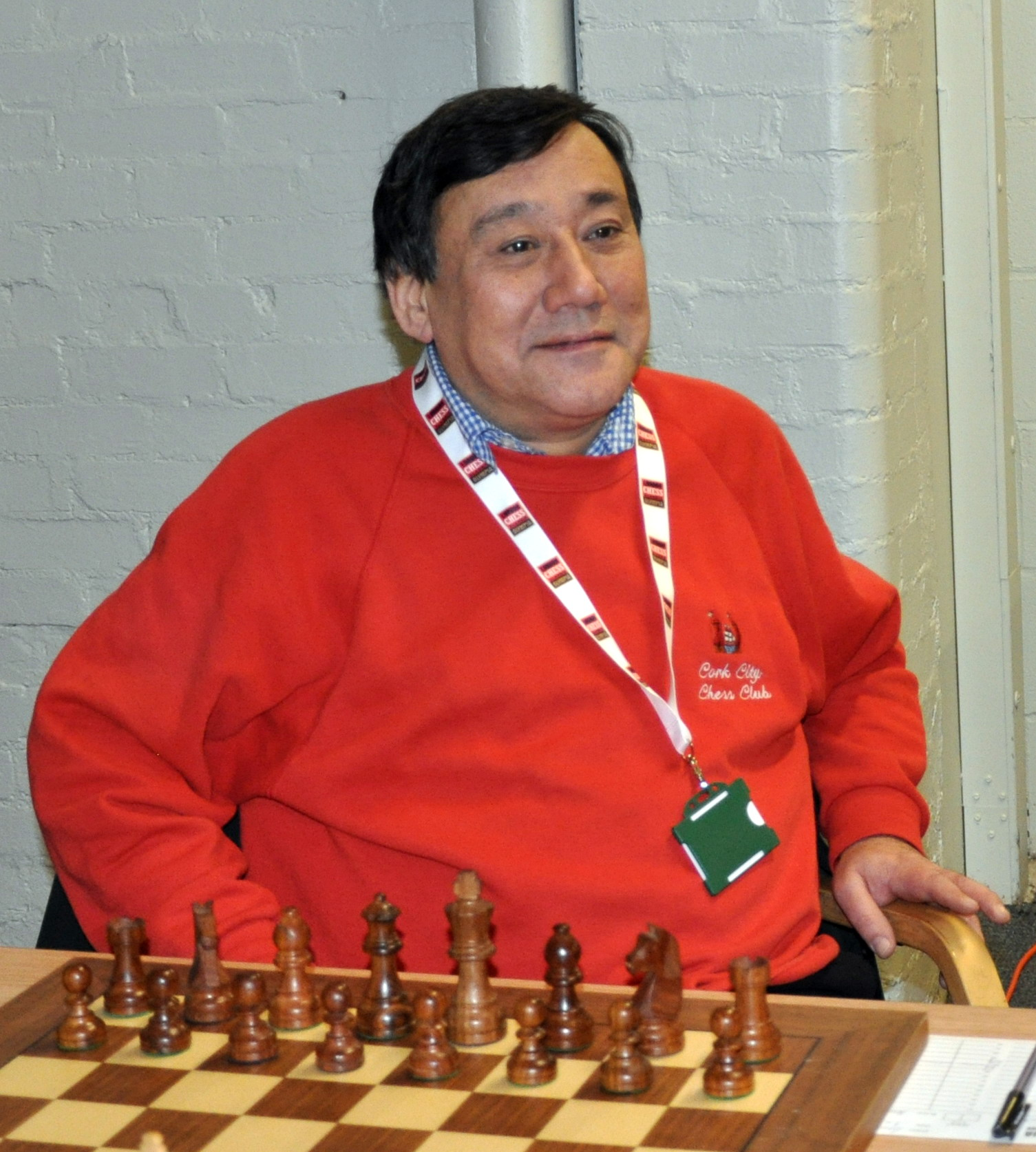
Der englische Großmeister Mark Hebden, bisheriger Rekordsieger beim Kilkenny International Masters

Der Kilkenny Chess Congress ist ein jährlich in der Stadt Kilkenny im Südosten von Irland ausgetragenes Schachturnier. Es findet seit 1977 statt und ist damit das älteste durchgehend bestehende offene Schachturnier in Irland.
Das Turnier wird an einem Wochenende im November von Freitag bis Sonntag ausgespielt und umfasst sechs Runden im Schweizer System. Basierend auf den Wertungszahlen der Teilnehmer erfolgt eine Einteilung in vier Turniergruppen, die als Kilkenny International Masters, Kilkenny Major, James Mason Challenge (benannt nach dem in Kilkenny geborenen Schachspieler James Mason) sowie The Challengers bezeichnet werden. Im Kilkenny International Masters starten dabei mehrere Großmeister, Internationale Meister und weitere Titelträger, das gesamte Teilnehmerfeld in allen vier Gruppen umfasst rund 200 Spieler. Die Preisgelder für die Gruppensieger liegen zwischen 200 Euro in der Challengers-Gruppe und 1000 Euro im Kilkenny International Masters.
Zu den Siegern des Kilkenny International Masters gehörten bisher unter anderem Alexander Baburin (1994, 2005, 2016), Mark Hebden (2006, 2012, 2014, 2015), Gawain Jones (2007, 2011), Iwan Tscheparinow (2010), Anthony Kosten (2008), Ian Rogers (2001), Luke McShane (2000), Stuart Conquest (1998) und Michael Adams (1996, 1997).